# Molophilus serrulatus
Molophilus serrulatus är en tvåvingeart som beskrevs av Alexander 1929. Molophilus serrulatus ingår i släktet Molophilus och familjen småharkrankar. Inga underarter finns listade i Catalogue of Life.